# Xysticus bolivari
Xysticus bolivari är en spindelart som beskrevs av Willis J. Gertsch 1953. Xysticus bolivari ingår i släktet Xysticus och familjen krabbspindlar. Inga underarter finns listade i Catalogue of Life.